# رابوس
بلدية رابوس (بالإسبانية: Rabós) هي بلدية تقع في مقاطعة جرندة التابعة لمنطقة كتالونيا شمال شرق إسبانيا.

## الديموغرافيا
بلغ عدد سكان بلدية رابوس 196 نسمة عام 2011 (وفقاً للمعهد الوطني الإسباني للإحصاء).
| 148 | 148 | 155 | 177 | 182 | 217 | 196 |